# Station Menen-Bruggepoort
Menen-Bruggepoort was een spoorweghalte langs Spoorlijn 65 (België). Er is een bushalte met dezelfde naam, alleen deze ligt niet bij de stationslocatie.
0,0: Roeselare ·
2,6: Meiboom ·
4,8: Zilverberg ·
7,9: Beitem ·
12,6: Ledegem-Dadizele ·
14,7: Kezelberg ·
18,5: Menen-Bruggepoort ·
20,1: Menen